# Carl Hummel (paisajista)

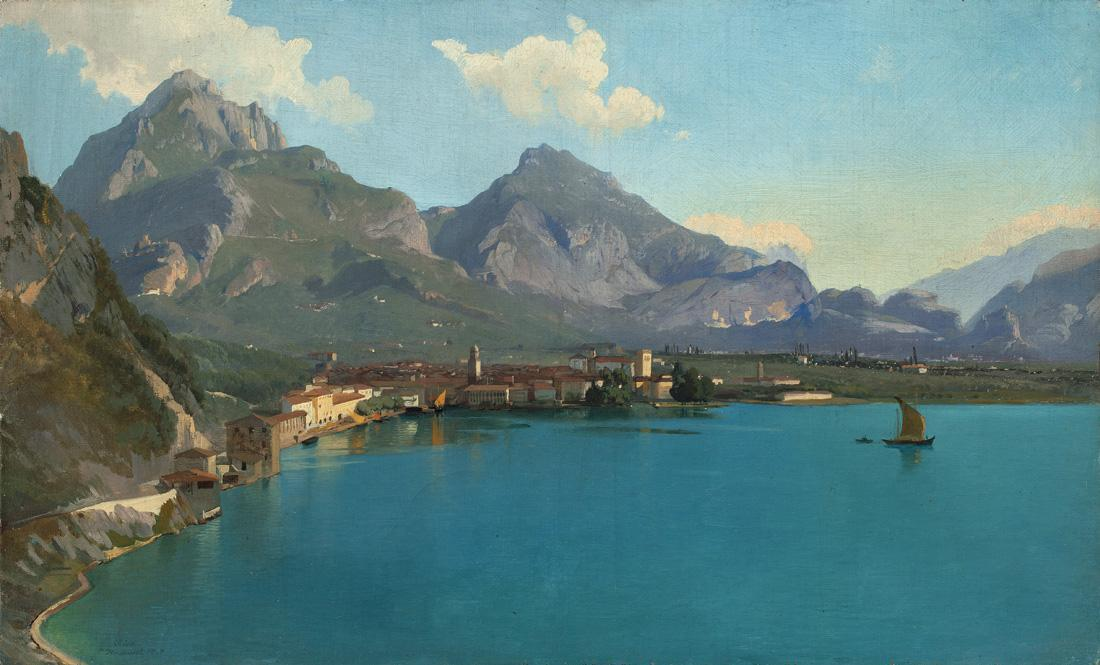
Carl Hummel: Riva am Gardasee 1846

Carl María Nicolás Hummel (n. el 31 de agosto de 1821 en Weimar; † 16 de junio de 1906 ibíd) fue un pintor paisajista y grabador alemán.

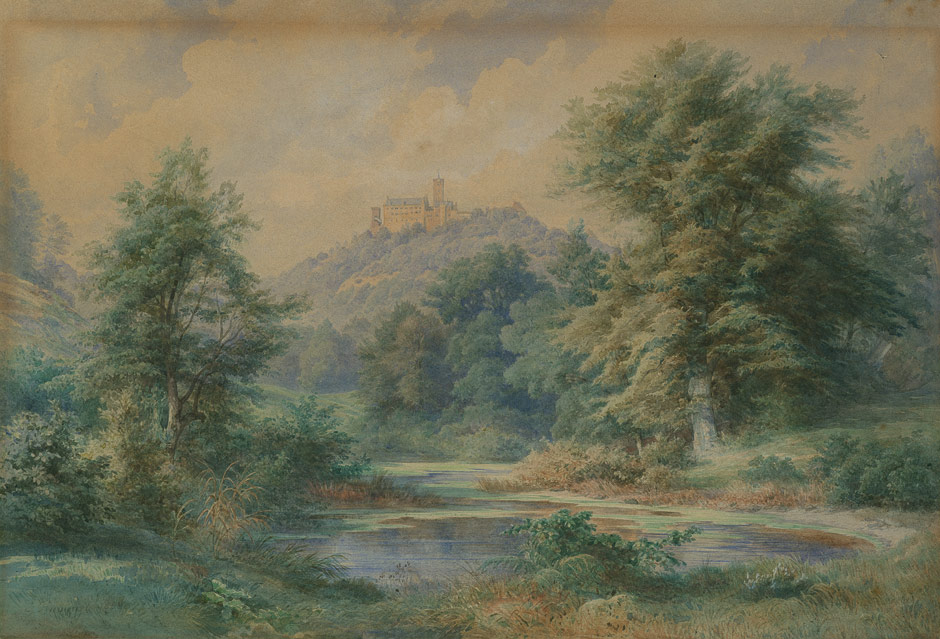
Carl Hummel: Wartburg 1858

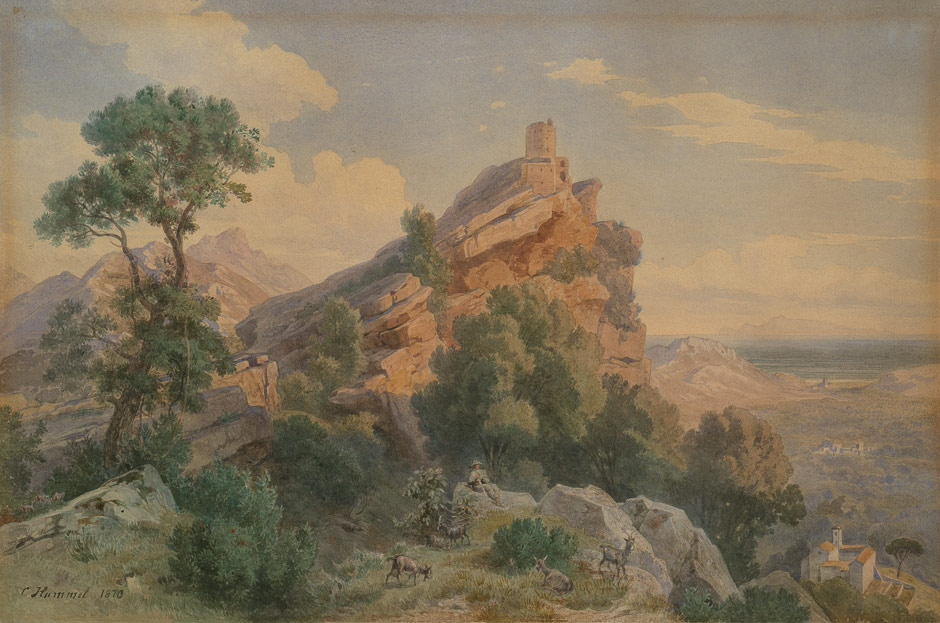
Carl Hummel: Torre de Séneca en Córcega

## Vida
Carl Hummel era hijo del matrimonio del compositor Johann Nepomuk Hummel con Elisabeth Röckel. Estudió hasta 1841 con Friedrich Preller en la Princely Free Drawing School de Weimar, con quien también realizó viajes de estudio a Inglaterra, Noruega, Rügen y más tarde al Tirol. Permaneció en Italia y Sicilia entre 1842 y 1846, y luego se instaló en Weimar, donde murió en 1860. Fue profesor de la recién fundada Escuela de Arte Gran Ducal Sajona.
Sus óleos y acuarelas, cuyos motivos proceden en su mayoría de los Alpes tiroleses e italianos, se caracterizan por un fino sentimiento por la naturaleza y un enfoque romántico-poético. Los museos de Leipzig y Stuttgart tienen cuadros suyos, otros están en Berlín, Meiningen, San Petersburgo, etc. El cuadro Los Jardines de Armida se encuentra en el palacio de Weimar.

## Familia
Carl Hummel se casó el 15 de agosto de 1845 en Weimar con Alexandra Völkel hija del abogado Julius Adolf Völkel (1780-1846), quien trabajó como secretario en el gabinete de la Gran Duquesa María Pavlovna. Uno de sus tres hijos fue el futuro químico Wilhelm Hummel.

## Museo
- Galería Goethe y Schiller Residence, Weimar, 2 acuarelas, 1846,
- Musée de la Vie romantique, Hôtel Scheffer-Renan, París.